# کلنوواتس (زایچار)
کلنوواتس (به صربی: Klenovac) یک منطقهٔ مسکونی در صربستان است که در زایچار واقع شده‌است. کلنوواتس ۲۵۰ نفر جمعیت دارد.